# Xanthoneura
Xanthoneura is een geslacht van vlinders van de familie van de dikkopjes (Hesperiidae), van de onderfamilie van de Hesperiinae. De wetenschappelijke naam van dit geslacht is voor het eerst voorgesteld door John Nevill Eliot in een publicatie uit 1978. De soorten in dit geslacht komen in Zuidoost-Azië voor.

## Soorten
- X. corissa (Hewitson, 1876)
- X. kazuhisai Maruyama, 1989
- X. patmapana (Fruhstorfer, 1911)
- X. obscurior de Jong & Treadaway, 2007
- X. telesinus (Mabille, 1878)